# 罗尔夫·希根菲尔德
罗尔夫·希根费尔德（德語：Rolf Hilgenfeld，1954年4月3日—），又译希根费德，是德国生物化学家、病毒研究学者，现任德国吕贝克大学生物化学研究所所长。

## 生平
罗尔夫出生於德国哥廷根，1981年从哥廷根大学取得化学专业硕士文凭，後在柏林自由大学取得博士文凭。1995年，他被任命为耶拿大学生物化学结构研究教授。2003年，他转任吕贝克大学生物化学系主任。
罗尔夫在病毒学方面的研究成果尤为著名，2016年他和团队解析出2003年中国SARS疫情冠状病毒的三维立体蛋白酶结构，并研發出全球首个病毒抑制剂。2016年他和团队解析出寨卡病毒的三维立体蛋白酶结构。2019冠状病毒病疫情爆发後，罗尔夫携带抑制剂赶赴武汉。

## 外部連結
- Schriftenverzeichnis （页面存档备份，存于）
- Schriften Hilgenfelds bei PubMed